# Атаки на посольства в 2012 році

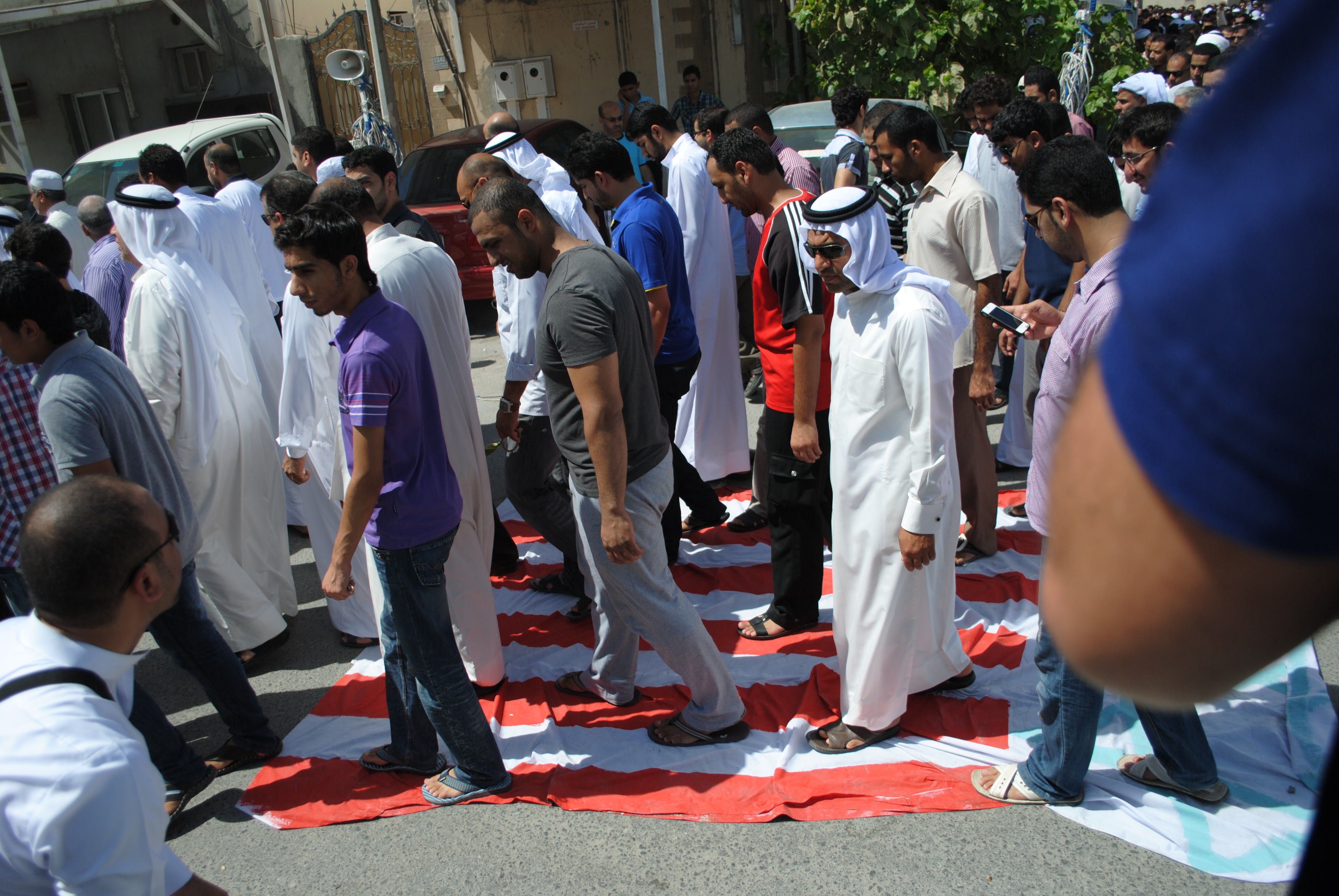
Протести проти фільму Невинність мусульман в Бахрейні. Демонстранти йдуть по американському та ізраїльському прапорам.

11 вересня 2012 року був проведений ряд протестних акцій через розміщений на YouTube трейлер до фільму Невинність мусульман (англ. Innocence of Muslims), який мусульмани вважають богохульством та образливим для своїх релігійних почуттів. Перші акції протесту були проведені поблизу американської дипломатичної місії в Каїрі, Єгипет і Бенгазі, Лівія, та швидко поширились по всьому мусульманському світу та деяких інших країнах. Дипломатичні місії інших країн також стали об'єктом нападів.
У Каїрі група протестувальників потрапила на територію посольства США, зірвала американський прапор, замість нього було піднято чорне знаме́но ісламістів. Протести в Єгипті тривали декілька днів, в результаті одна людина загинула і понад двохсот отримали травми.
Американське консульство в Бенгазі було обстріляне з гранатометів і вогнепальної зброї та підпалене. Унаслідок нападу загинули посол США в Лівії Крістофер Стівенс, співробітник з управління Служби зовнішньої інформації Шон Сміт, співробітник приватної охорони Глен Догерті, колишній «морський котик» Тайрон Вудс, і десятеро лівійських поліцейських ще двоє були поранені. У пізніших доповідях повідомлялося, що напад у Бенгазі був «складним» та професійно підготовленим. Американські чиновники повідомили на умовах анонімності, що напад у Бенгазі був запланований заздалегідь і не був викликаний фільмом.
13 вересня відбулись акції протесту поблизу посольства США в Сані, Ємен, у результаті загинули 4 демонстранта, травмовано 35 демонстрантів і поліцейських. 14 вересня було атаковано американське консульство в Ченнаї, Індія, 25 осіб отримали легкі поранення. Демонстранти в Тунісі залізли на огорожу посольства та підпалили навколишні дерева.
Протягом наступних декількох днів відбувались протести в інших країнах та поблизу посольств інших країн. Ще одна людина загинула під час акцій протесту в Лівані.

## Передумови

### Передумови атак в Бенгазі
З кінця 1990-х років ісламісти влаштували ряд атак на дипломатичні місії різних країн. Зокрема, в 1998 році стались вибухи поблизу посольства Сполучених Штатів в Найробі та Дар-ес-Саламі, у 2002 році вибухи поблизу консульства США в Карачі, у 2003 році — напад на британське консульство в Стамбулі, у 2004 році — вибухи поблизу австралійського посольства в Джакарті, кілька нападів на данські посольства в 2006 році, вибух поблизу посольства Індії в Кабулі в 2008 році та напад в 2011 році на посольство Великої Британії в Тегерані. Відповідальність за напади приписували  собі або брали на себе ісламістські терористичні організації, як-от аль-Каїда, Басідж і Талібан. Дипломати, що працюють у потенційно небезпечних умовах, постійно перебувають під загрозою атак, від яких складно та надто дорого захищатися.
Протягом останніх 20 років Аль-Каїда організувала серію терористичних атак на Сполучені Штати, зокрема вибухи в американських посольствах в 1998 році в Найробі і Дар-ес-Саламі, і атаки 11 вересня 2001 року в Нью-Йорку. Омар Абдель-Рахман, відомий як «Сліпий шейх», наразі відбуває довічний термін у в'язниці через організацію вибухів у Всесвітньому торговому центрі в 1993 році.
Упродовж 2012 року стались численні атаки на представництва міжнародних організацій в Бенгазі, зокрема на місцеве представництво Червоного хреста, унаслідок яких представництво припинило свою діяльність. Також лунали заклики вбити посла Сполучених Штатів під час ранкових пробіжок. Бригада ув'язненого Омара Абдула Рахмана, пов'язана з Аль-Каїдою, взяла на себе відповідальність за напад на офіси Міжнародного Червоного Хреста в Бенгазі в травні 2012 року і за підрив вибухових пристроїв поблизу консульства США в червні 2012 року. На місці підриву були залишені листівки, у яких теракт був названий помстою за смерть «другого за важливістю представника Аль-Каїди в Лівії», Абу Яхья аль-Лібі внаслідок атаки американського БПЛА. Незадовго до атак 11 вересня лідер Аль-Каїди Айман аль-Завахірі закликав до помсти за смерть лідера Аль-Каїди в Лівії.
Попри кілька невдалих замахів на посольство, чутки про майбутню атаку та закриття решти представництв іноземних і західних організацій в Бенгазі після ряду атак на них охорона американського посольства не була посилена. Також саме посольство було недостатньо підготовлено до атак: не було навіть вогнегасників і персоналу не було чим гасити пожежу, яка сталась під час атаки 11 вересня 2012 р..

### Тло протестів
Ще 8 вересня, до поширення фільму, єгипетський вебсайт El Fagr повідомляв про заплановані протести поруч з американським посольством. Угрупування джихадистів закликали єгиптян вийти на акції протесту з вимогою звільнити ув'язнених джихадистів в Єгипті та за кордоном, зокрема в Гітмо та «Сліпого шейха» (Омар Абдул Рахман), який був названий джихадистом, дослідником, який віддав життя за єгипетську умму.
Трейлер до фільму Невинність мусульман був розміщений на сайті YouTube ще в липні 2012 року. У ньому ісламський пророк Мухаммед зображений «дурнем, бабієм та релігійним шахраєм», також він показаний за сексом. NBC News описав трейлер таким, що зображає Мухаммеда «бабієм, гомосексуалом та людиною, яка жорстокого поводиться з дітьми». Фільм був підтриманий пастором Террі Джонсом, який раніше розлютив мусульман, оголосивши про намір публічно спалити Коран. Reuters називає трансляцію уривку з трейлера єгипетською телевізійною мережею аль-Нас у суботу 8 вересня на передачі, яку веде шейх Халід Абдалла «причиною заворушень». До революції 2011 єгипетська влада час від часу призупиняла роботу аль-Нас через «підбурення до міжрелігійної ненависті».
Фільм починається зі сцени, у якій показане тяжке становище коптів у Єгипті на сьогоднішній день, що викликає дедалі більше занепокоєння в останні роки. В останні кілька років почастішали випадки атак на будинки та підприємства коптів, водночас лунають закиди на адресу єгипетської влади в неспроможності зупинити хвилю насильства.
11 вересня, за кілька годин до початку нападів, у відповідь на показ фільму та в очікуванні протестів, посольство США в Каїрі зробило заяву:
Посольство США в Каїрі засуджує продовження спроб стурбованих осіб образити релігійні почуття мусульман — ми засуджуємо всі спроби образити почуття всіх віруючих. Сьогодні, в річницю атаки 11 вересня 2001 року на Сполучені Штати, американці віддають шану нашим патріотам і тим, хто служить нашій нації як відповідь ворогам демократії. Повага до віри лежить в основі американської демократії. Ми суворо засуджуємо дії тих, хто зловживає універсальним правом на свободу слова аби образити релігійні почуття інших.
Ця заява була прибрана з мережі 13 вересня 2012 року.

## Поширення

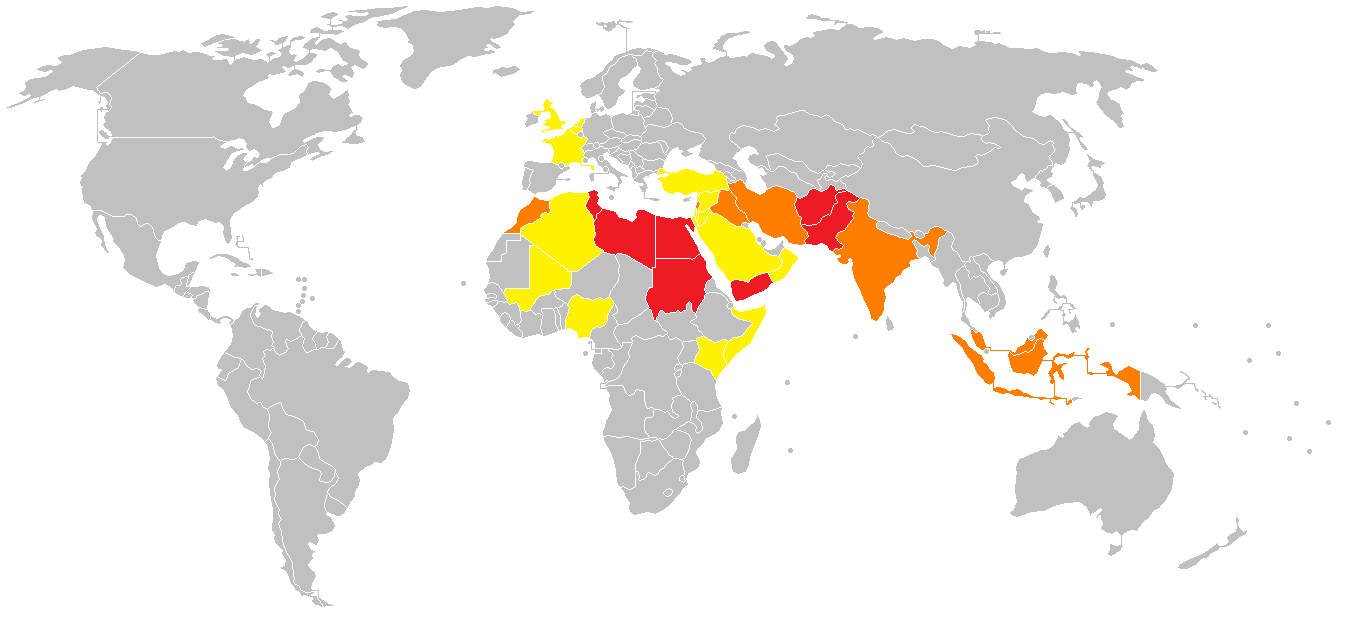
Карта поширення протестів проти фільму Невинність мусульман.

Пов'язані з трейлером до фільму Невинність мусульман протести спочатку відбулися в Єгипті та Лівії, однак швидко поширились на інші країни. Зокрема, протести відбулись в Алжирі, Бангладеші, Касабланці, Стамбулі, Карачі, на Мальдівах, Могадішу, Момбаса, Шрі-Ланці, Тегерані, Триполі, Тунісі, Антверпені, Парижі, Лондоні, Копенгагені.

### Єгипет
Протести в Єгипті були організовані лідером салафітів та президентом телеканалу Хекма Весам Абдель-Варесом, він закликав зібратись 11 вересня в 5 годині вечора перед посольством США на знак протесту проти фільму, який він помилково назвав «Суд над Мухаммадом». Тим не менш, експерт вашингтонського інституту близькосхідної політики Ерік Трегер вважає, що насправді протест був оголошений 30 серпня організацією Джамаа Ісламія заради звільнення шейха Омара Абдель Рахмана[джерело?]. Після початку розповсюдження трейлера прес-секретар єгипетської салафітської партії Нур, Надер Баккара та брат лідера аль-Каїди Аймана аль Завахірі Мухаммад закликали єгиптян зібратися під стінами американського посольства.
На заклики відгукнулося близько 3000 демонстрантів, багато з них — ультраконсервативних салафітів. Групі чоловіків вдалося перелізти через паркан на територію посольства, зірвати прапор Сполучених Штатів Америки і замість нього вивісити чорне знамено ісламістів з шахадою: «Нема Бога крім Аллаха, і Мухаммад його пророк». Написи «не існує Бога крім Аллаха» були намальовані на паркані. За словами кореспондента Шерін Тадрос з телеканалу Аль-Джазіра, демонстранти вимагали вилучити фільм з «з обігу» і що вони залишатимуться на місці, поки вимоги не будуть виконані. Згодом на місце подій прибуло кілька тисяч поліцейських; їм вдалось переконати демонстрантів залишити посольство без застосування насильства. Після цього, лише кілька сотень демонстрантів залишилися за поблизу посольства.
14 вересня в місті Шейх Зуваєд на Синайському півострові демонстранти штурмували базу багатонаціональних сил і спостерігачів, покликаних спостерігати за дотриманням мирного договору між Єгиптом і Ізраїлем. Миротворчі сили відкрили вогонь по демонстрантах. Двоє миротворців отримали поранення.

### Лівія

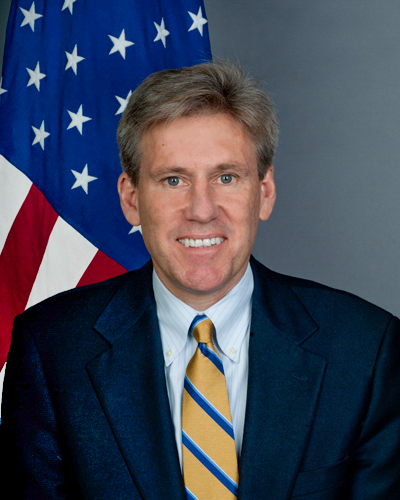
Посол Крістофер Стівенс, який був убитий в ході нападу Бенгазі разом з трьома іншими американцями.

Досі незрозуміло, чи слід розглядати атаку в Бенгазі як частину ширшого протестного руху. На відміну від інших акцій протесту, американські чиновники заявили, що напад в Бенгазі був «складним» і професійно підготовленим. Американські чиновники, виступаючи на умовах анонімності, заявили, що атака в Бенгазі була запланована заздалегідь, і не була спричинена показом фільму. 28 вересня директор Національної розвідки Джеймс Клеппер повідомив, що на основі отриманих даних, можна стверджувати про організованість та запланованість атаки у виконанні підготовлених екстремістів. Лівійський охоронець, поранений під час атаки, сказав в інтерв'ю, що навколо консульства було тихо «приблизно до 9:35 вечора, коли 125 озброєних людей напали на комплекс усіх боків». За словами охоронця нападники стали кидати гранати і увірвалися на територію консульства через головні ворота з криками «Аллах великий».
За даними Державного департаменту США, 11 вересня, о 22:00 CAT, консульство США в Бенгазі було атаковане бойовиками, які протягом декількох хвилин проникли на територію комплексу. Головна будівля, де був посол Стівенс, співробітник служби інформації Шон Сміт і співробітник служби безпеки, загорілось після потрапляння пострілу з гранатомета. Троє чоловіків втратили зв'язок, співробітник служби безпеки єдиний, кому вдалося вибратись живим. Через 45 хвилин після початку атаки охорона спробувала відбити головну будівлю, але ця спроба була невдалою.
З допомогою лівійських поліцейських, американській службі безпеки вдалося евакуювати решту з головної будівлі до прибудови додатку. Опівночі була атакована прибудова, ще двоє американців загинули. 12 вересня, о 2:00 CAT, лівійським та американським охоронцям вдалось «відновити контроль над ситуацією». Однак, їм не вдалось знайти тіло посла Стівенса, яке вже було доправлено до місцевої лікарні. В лікарні доктор Зіяд Бузаїд здійснював серцево-легеневу реанімацію Стівенсу протягом 90 хвилин. За словами доктора Бузаїда, Стівенс помер через задуху, викликану вдиханням диму, хоча досі триває розслідування обставин смерті посла.
Тіла були доставлені в міжнародний аеропорт Беніна звідти в Триполі, і звідти на авіабазу США в Німеччину. Абдель-Монем Аль-Хурр, прес-секретар Лівійського верховного комітету з безпеки сказав: «в зіткненнях загинув один американець, декілька отримали поранення. Тривають запеклі зіткнення між лівійською армією та озброєними бойовиками за межами американського консульства», дороги до комплексу перекриті, а сили безпеки оточили будівлю.
Заступник міністра внутрішніх справ Лівії Ваніс аль-Шареф заявив 13 вересня, що атака на консульство могла бути приурочена до 11-ї річниці терактів 11 вересня, і бойовики скористались протестами для прикриття. За його словами, атака складалась з двох фаз, на консульство та безпечну прибудову.
Пізніше було встановлено, що двоє серед загиблих американців були колишніми морськими котиками.
В п'ятницю, 14 вересня, лівійська влада тимчасово закрила повітряний простір над Бенгазі після того, як ісламісти скористались зенітними кулеметами для обстрілу начебто американського розвідувального БПЛА. За словами заступника міністра внутрішніх справ Лівії Ваніса аль-Шарефа, США розгорнули два безпілотні літальних апарати над Бенгазі за погодженням з лівійською владою.
50 чоловік були заарештовані лівійськими силами безпеки після атаки.
Британський аналітичний центр Quilliam стверджує, що нападники у Лівії були занадто добре озброєні і організовані для простих демонстрантів, і що атака в Бенгазі була результатом заздалегідь спланованої помсти аль-Каїди за вбивство Абу- Яхья аль-Лібі за три місяці до того, якція протесту перед будівлею консульства була просто відволікаючим маневром.
Шашак Джоші з Королівського об'єднаного інституту оборонних досліджень у статті для Бі-Бі-Сі припустив, що атака в Бенгазі була «скоординованою, складною операцією, яку організувала група бойовиків», і припускає зв'язок з аль-Каїдою. Джоші відзначає, що опитування Gallup в 2012 році показало, що 54 % лівійців схвалюють американське лідерство і тому насильство не відображає думки лівійців так само, як злочин Андерса Брейвіка не відображає думок норвежців.
У п'ятницю 21 вересня близько 30 тисяч мешканців Бенгазі вийшло на демонстрації проти ісламістських угрупувань, яких підозрюють в здійснені атак на американське консульство. У результаті зіткнень бойовикам угрупування «Ансар аль-Шаріа» довелось евакуювати свою штаб-квартиру та втекти з міста. Під час нападу на штаб-квартиру ультра-ісламістської організації Sahaty Brigade три людини загинули та ще щонайменше 20 зазнали поранень, повідомляють чиновники та очевидці. В інших епізодах ще одна людина була вбита і ще близько 20 поранені. У суботу в місті також знайшли тіла шести людей, які, як повідомляється, були застрелені так, що це «виглядало як страта».
В інтерв'ю телеканалу CNN 15 жовтня Держсекретар США Гілларі Клінтон заявила, вона несе відповідальність за ситуацію з безпекою в американському консульстві в Бенгазі напередодні нападу 11 вересня. При цьому вона підкреслила, що глава Білого дому Барак Обама і віце-президент Джо Байден не брали участь у прийнятті рішень щодо заходів безпеки консульства. Держсекретар також висловилася проти використання нападу на диппредставництво в політичних цілях напередодні президентських виборів у США.

### Судан
В очікуванні демонстрацій суданська влада направила «багато, багато поліцейських» до американського посольства. Тим не менш, 14 вересня демонстрантам вдалось пробити зовнішній паркан комплексу та влаштувати бійки з охороною; троє було вбито.
Також, після п'ятничної молитви 14 вересня, демонстранти влаштували підпали та зірвали німецький прапор в німецькому посольстві. Замість нього було підняте чорне знамено ісламістів з шахадою. Спочатку ці акції протесту пов'язували з протестами в інших країнах, що були спричинені фільмом Невинність мусульман. Згодом було з'ясовано, що ці протести були заздалегідь спланованими та направленими саме проти Німеччини. Проповідники закликали вийти на акції протесту через те, що Німеччина захистила данського карикатуриста Курта Весергаарда в 2012 році після карикатурного скандалу 2005–2006 років. Посилаючись на демонстрації, проведені право-радикальними групами в Німеччині в серпні 2012 року, на яких були показані зображення Мухаммада, міністр зовнішніх справ Судану виправдав атаки, оскільки, на його думку, канцлер Ангела Меркель дозволила проведення тих демонстрацій, та підтримала «образу Ісламу та, вочевидь, порушила всі правила релігійного співіснування та толерантності».

### Пакистан
У Пакистані, попри проголошений урядом у п'ятницю 21 вересня день любові до пророка Мухаммеда, відбулися сутички. Щонайменше одна людина загинула у північному місті Пешавар. Повідомляють також про зіткнення в інших містах країни.
США оплатили показ ролика на пакистанському телебаченні, у якому президент США Барак Обама засуджує фільм, який викликав протести.
І хоча основною мішенню незадоволення протестувальників є США, обурення людей поширюється і на інші західні країни, зокрема, через образливі карикатури на пророка Мухаммеда, опубліковані у французькому сатиричному журналі.
У Пешаварі протестувальники атакували два місцеві кінотеатри. А водій пакистанського телеканалу був убитий, коли поліція відкрила вогонь, щоби розігнати натовп. Семеро людей, за попередніми даними, поранені. Сутички також сталися у містах Лахор, Карачі та Равалпідні.
Міністр залізничного транспорту Гулам Ахмад Білур оголосив, що виплатить винагороду в $ 100 000 будь-кому, хто вб'є або режисера фільму «Невинність мусульман», або будь-кого, хто зніме на стільки ж богохульний фільм в майбутньому. На винагороду можуть навіть претендувати Аль-Каїда і Талібан. Також він закликав уряди західних країн обмежити свободу слова та заборонити ображати «нашого пророка», в протилежному випадку, майбутнє буде вкрай небезпечним. Представники партії АНП, яка входить до урядової коаліції та членом якої є Білур, повідомили, що заява міністра відображає його особисту позицію, а не позицію партії, але при цьому додали, що не вживатимуть проти Білура жодних заходів.